# День довший за ніч
День довше ночі (груз. დღეს ღამე უთენებია) — радянський драматичний фільм 1983 року.

## Сюжет
Фільм оповідає про важку жіночу долю. Вісімдесятилітня Єва все життя прожила в гірському грузинському селі. Тут зіграли її весілля з пастухом Георгієм, який незабаром загинув. Тут вона вийшла заміж за Спиридона, з жалю до його самотньої, похмурої неприкаяності. У рідному селі Єві довелось пережити революцію і громадянську війну, НЕП і колективізацію …
І ось тепер Єва живе в спорожнілому селі. Більшість односельчан перебралися в місто, де жити простіше і легше, де життя завжди вирує. І навіть улюбленого внука у Єви хоче забрати його мати, що приїхала з міста. Але хлопчик залишається з бабусею, яка вірить в те, що село, де жили їхні предки, відродиться…

## У ролях
- Дареджан Харшіладзе —  Єва в молодості
- Тамара Схіртладзе —  Єва в старості
- Гурам Пирцхалава —  Спиридон, чоловік Єви
- Іраклій Хізанішвілі —  Арчіл, професійний революціонер
- Гурам Палавандішвілі —  пастух Георгій, наречений Єви
- Леван Пілпані —  батько Єви
- Акакій Хідашелі —  Мнате
- Гуранд Габунія —  Дареджан, дочка Спиридона
- Софіко Арсенішвілі —  Дареджан маленька
- Ніка Хазарадзе —  Георгій, маленький син Дареджан
- Грігол Талаквадзе —  Міто, односельчанин
- Натія Гогочурі —  «святоша», публічна жінка
- Манана Менабде —  співачка
- Олена Чавчавадзе —  публічна жінка
- Леван Абашидзе —  хлопець з гаслом
- Трістан Саралідзе —  чоловік з плакатом
- Нодар Сохадзе —  перехожий військовий
- Варлам Цуладзе —  Габріель, сільський гончар
- Василь Кахніашвілі —  вчитель
- Тамара Тваліашвілі —  перехожа
- Гіві Тохадзе —  городянин
- Володимир Чітішвілі —  односельчанин

## Знімальна група
- Режисер — Лана Гогоберідзе
- Сценаристи —  Заїра Арсенішвілі і Лана Гогоберідзе
- Оператор — Нугзар Еркомаїшвілі
- Композитор —  Гія Канчелі
- Художник — Георгій Мікеладзе
- Автор і виконавець пісень — Манана Менабде